# Eric Boe
Eric Allen Boe (Miami, 10 de outubro de 1964) é um piloto de testes  e astronauta norte-americano.
Formado em engenharia astronáutica pela Academia da Força Aérea dos Estados Unidos em 1987, Boe completou o curso de piloto de testes de jatos da OTAN em 1988 e foi designado para a Base Aérea Clark, nas Filipinas, como piloto de combate em caças F-4 Phantom II, onde permaneceu até o começo da década de 1990.
Em 1991, passou a instrutor de jatos Northrop T-38 Talon na base de Columbus AFB, no Mississipi e em 1994 assumiu como líder de esquadrão de caças F-15C, na Base Aérea Eglin, Flórida e participou de 55 missões de patrulha e controle do espaço aéreo do sul do Iraque, durante a operação Southern Watch, após a Guerra do Golfo.
Em 1997, fez o curso de piloto de testes da prestigiosa Escola de Piloto de Teste da Força Aérea dos Estados Unidos, na Base Aérea Edwards, Califórnia.

## NASA

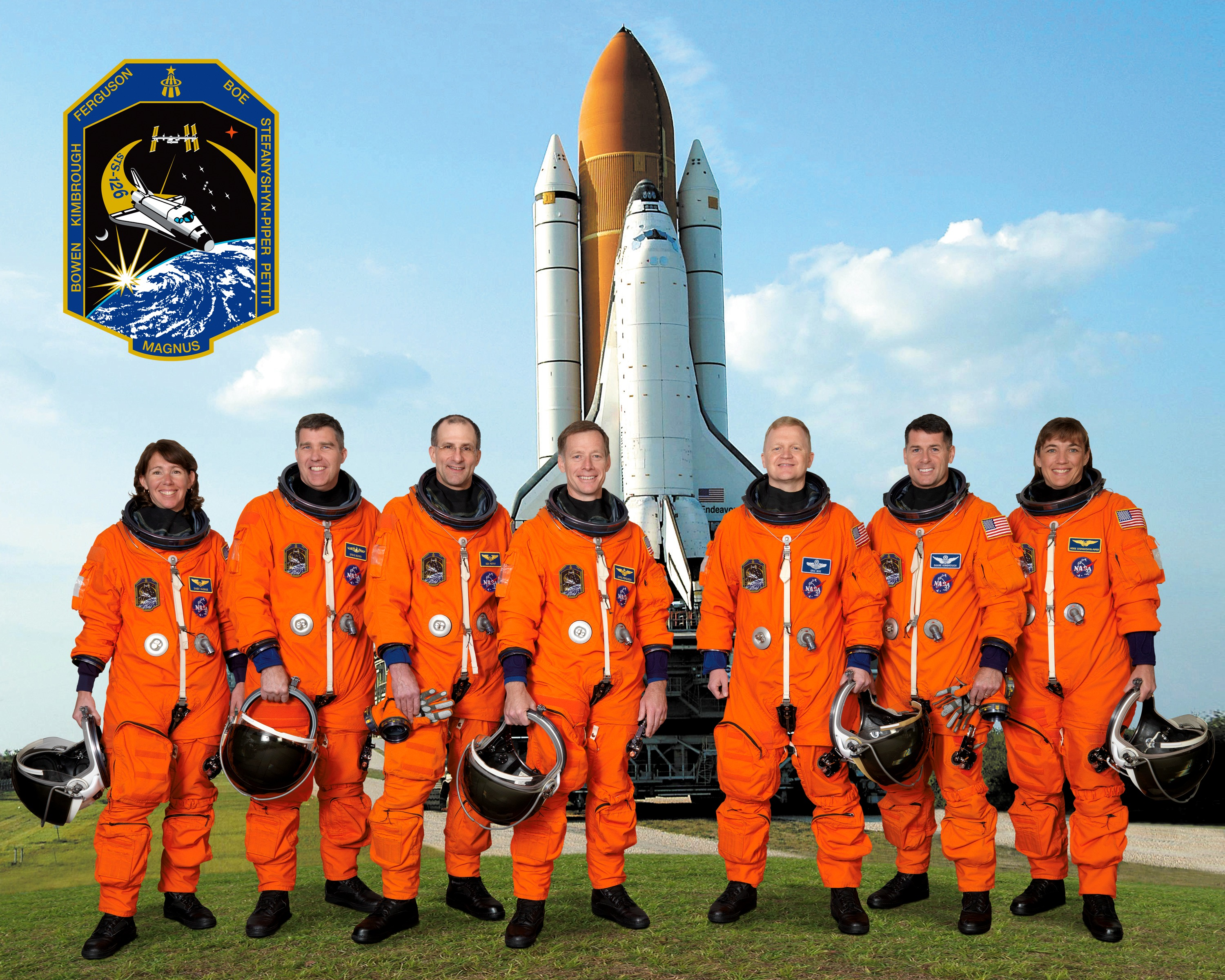
Equipe de astronautas da missão STS-126.

Boe foi selecionado para o treinamento de astronautas da NASA em julho de 2000, no Centro Espacial Lyndon B. Johnson, onde após dois anos de curso e avaliação foi encarregado de tarefas em terra, na seção de veículos avançados do departamento de astronautas.
Em 14 de novembro de 2008, foi ao espaço como piloto da nave Endeavour, na missão STS-126 para a Estação Espacial Internacional, retornando em 24 de fevereiro de 2011, também como piloto do último voo da Discovery, na missão STS-133.